# 沈嘉炎

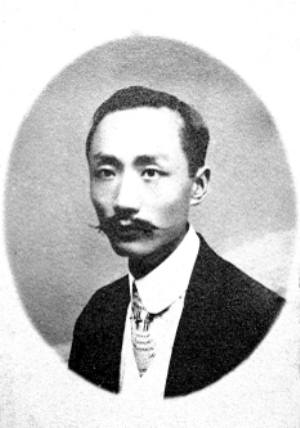
沈嘉炎

沈嘉炎（1878年—1914年1月28日）字竹白，号明甫，祖籍浙江绍兴，中国民主革命家。

## 生平
沈嘉炎生于光绪四年农历八月二十八日（1878年），因其祖父、父亲两代在河南做官，故在光绪年间举家迁往开封定居。其祖父曾在吏部任职，历任河南许州州判、裕州知州，其父沈宣诏历任罗山县知县、汝宁府汝南埠通判。沈宣诏和袁世凯有旧交，袁世凯回项城安葬生母刘氏的时候，沈嘉炎随父亲见到了袁世凯。1903年，袁世凯令沈嘉炎赴天津的直隶总督署担任总督署文案。
1905年，沈嘉炎赴日本。1906年，经过胡瑛介绍，加入中国同盟会，并与同乡张钟端等人结识。沈嘉炎参加了革命党与保皇党就政治思想方面进行的论战，曾为《河南》杂志撰文。
1908年，沈嘉炎回到开封。应河南提学孔祥麟的邀请，出任中州公学总办，并且担任中州学堂、法政学堂教习。他在大相国寺放幻灯片，当时称为“大写真”。他还在开封鸿影庵街捐资开设了醒豫讲演所、醒豫阅报社。同时，他还创办了工业学堂，兴办了织布、染布工厂。在醒豫阅报社，他放置了一架日本制脚踏风琴，以不同乐曲当作报警信号，给参加革命会议的与会者报信。
1911年武昌起义爆发后，河南的革命党人决定于1911年12月22日夜发动起义，沈嘉炎负责联络政学界。因革命阵营中出现内奸，起义失败，清军逮捕数十人，革命军总司令张钟端、敢死队总队长王天杰等11人被处决，遗体暴露于城外多日，无人前去收殓。沈嘉炎也遭到逮捕，旋被袁世凯释放。此后，沈嘉炎戴上假发辫，打着慈善的名义，找杠夫将诸烈士的遗体殓葬在开封南关官坊义地。当时，中国同盟会会员认为沈嘉炎的行为和广州朱执信收葬黄花岗七十二烈士的意义相同，一时有“南朱北沈”的说法。沈嘉炎殓葬的举动震惊清廷，沈嘉炎随即遭到通缉，乃经天津逃往上海。
1912年，中国同盟会发生分裂，部分人员加入了袁世凯的御用政党统一党。沈嘉炎则与多人发起成立了河南社会党，坚持革命成果。
中华民国初年，沈嘉炎筹资在开封东岳庙路北兴办了平民织染厂、太阳宫实习工厂，自上海引进了新技术，聘北洋工业学校毕业生聂维新为技术指导，织造布匹、被面等等，产品价廉质优，为提倡国货、抵制洋货起了作用。
沈嘉炎一直追随孙中山革命，于1913年初在开封的《自由报》连续刊登《声明》，表明革命立场。不久，孙中山发动二次革命，讨伐袁世凯，沈竹白积极参加。当时，洛阳人杨少万（杨瑾华）以行商的身份为掩护，在陕西、河南、山东之间从事革命联络活动，在山东周村遭到密探跟踪并逮捕，押往开封。此案株连了几十人。当时，袁世凯的表弟张镇芳担任河南都督，派出密探及军警侦缉革命党人行迹。张镇芳暗中指使河南省国税厅筹备处处长俞泰初出面，撤销了沈嘉炎担任的洛阳火车站货捐局局长的职务，随后将沈嘉炎从洛阳调回开封。1914年1月12日，沈嘉炎回到开封，随即遭到密探监视，1月15日被逮捕。1月28日，沈嘉炎被押入囚车送往刑场，在开封孝严寺后处决，享年36岁。沈嘉炎在遗言中称：“各国革命流血，譬之一盆；中国只有一杯，不亦甚易乎！”
沈嘉炎死后，安葬于开封东郊大花园村墓地。如今，开封辛亥革命纪念园内，为其立有一座汉白玉纪念碑。